# Блу-Ерт (Міннесота)
Блу-Ерт (англ. Blue Earth) — місто (англ. city) в США, в окрузі Феріболт штату Міннесота. Населення — 3174 особи (2020).

## Географія
Блу-Ерт розташований за координатами 43°38′26″ пн. ш. 94°6′1″ зх. д. / 43.64056° пн. ш. 94.10028° зх. д. (43.640471, -94.100324).  За даними Бюро перепису населення США в 2010 році місто мало площу 8,70 км², з яких 8,46 км² — суходіл та 0,24 км² — водойми.

## Демографія
Згідно з переписом 2010 року, у місті мешкали 3353 особи в 1453 домогосподарствах у складі 888 родин. Густота населення становила 385 осіб/км².  Було 1638 помешкань (188/км²).
Расовий склад населення:
| - 96,0 % — білих - 0,6 % — корінних американців - 0,2 % — азіатів - 0,1 % — чорних або афроамериканців - 2,1 % — осіб інших рас |

До двох чи більше рас належало 0,9 %. Частка іспаномовних становила 6,9 % від усіх жителів.
За віковим діапазоном населення розподілялося таким чином: 21,4 % — особи молодші 18 років, 53,9 % — особи у віці 18—64 років, 24,7 % — особи у віці 65 років та старші. Медіана віку мешканця становила 46,4 року. На 100 осіб жіночої статі у місті припадало 88,1 чоловіків;  на 100 жінок у віці від 18 років та старших — 81,3 чоловіків також старших 18 років.
Середній дохід на одне домашнє господарство  становив 55 973 долари США (медіана — 42 883), а середній дохід на одну сім'ю — 64 878 доларів (медіана — 56 453). Медіана доходів становила 40 625 доларів для чоловіків та 26 789 доларів для жінок. За межею бідності перебувало 16,9 % осіб, у тому числі 39,0 % дітей у віці до 18 років та 6,3 % осіб у віці 65 років та старших.
Цивільне працевлаштоване населення становило 1524 особи. Основні галузі зайнятості: освіта, охорона здоров'я та соціальна допомога — 25,2 %, роздрібна торгівля — 19,3 %, виробництво — 17,5 %.